# Mittellitauen (Region)
Mittellitauen (lit. Vidurio Lietuva) ist eine nach geographischen Gesichtspunkten benannte Region in der Mitte Litauens. Sie erstreckt sich über das Flachland zwischen dem Niederlitauischen Rücken und dem Oberlitauischen Hügelland. Als Zentrum der Region wird Kėdainiai angesehen.

## Flüsse
- Barupė
- Lankesa
- Memel
- Neris
- Nevėžis
- Obelis
- Šušvė
- Strėva
- Upytė